# Serkan Balkan
Serkan Balkan (Trebizonda, 28 de Março de 1994) é um ciclista turco. É membro da equipa Torku Şekerspor desde 2017.

## Biografia
Em agosto 2016, consegue uma etapa e a classificação geral da Volta a Ancara.
Apanha em 2017 a equipa continental turca Torku Şekerspor.

## Palmarés
- 2012
  - 2.º do campeonato da Turquia em estrada juniores
- 2016
  -     - 2. ª etapa do North Cyprus Cycling Tour

  - Volta a Ancara :
    - Classificação geral
      - 2. ª etapa

  - 2.º do campeonato da Turquia em estrada esperanças
  - 3.º do campeonato da Turquia da contrarrelógio esperanças

## Classificações mundiais
| Ano             | 2014   | 2015  | 2016  | 2017  |
| UCI Europe Tour | 674.º. | 823.º | 404.º | 1 859 |